# دونالد هيوم
دونالد هيوم (بالإنجليزية: Donald Hume)‏ هو مجدف أمريكي، ولد في 25 يوليو 1915 في أولمبيا في الولايات المتحدة، وتوفي في 16 سبتمبر 2001 في مونرو في الولايات المتحدة.

## وصلات خارجية
- دونالد هيوم على موقع الاتحاد الدولي للتجديف (الإنجليزية)
- دونالد هيوم على موقع اللجنة الأولمبية الدولية (الإنجليزية)
- دونالد هيوم على موقع أوليمبيديا (الإنجليزية)